# Eight Minutes to Midnight: A Portrait of Dr. Helen Caldicott
Pour plus de détails, voir Fiche technique et Distribution.
Eight Minutes to Midnight: A Portrait of Dr. Helen Caldicott est un film américain réalisé par Mary Benjamin, sorti en 1980.

## Synopsis
Le film suit la militante anti-armes nucléaires Helen Caldicott en visite à la centrale nucléaire de Three Mile Island.

## Fiche technique
- Titre : Eight Minutes to Midnight: A Portrait of Dr. Helen Caldicott
- Réalisation : Mary Benjamin
- Scénario :
- Photographie : Boyd Estus
- Montage :
- Production : Mary Benjamin, Boyd Estus et Susanne Simpson
- Société de production :
- Pays :  États-Unis
- Genre : Documentaire
- Durée : 60 minutes
- Dates de sortie : 
  -  États-Unis : 28 septembre 1980 (Princeton)

## Distinctions
Le film a été nommé à l'Oscar du meilleur film documentaire.